# Thalictrum parvifructum
Thalictrum parvifructum är en ranunkelväxtart som beskrevs av B. Boiv.. Thalictrum parvifructum ingår i släktet rutor, och familjen ranunkelväxter. Inga underarter finns listade i Catalogue of Life.